# Seychellvasapapegoja
Seychellvasapapegoja (Coracopsis barklyi) är en fågel i familjen östpapegojor inom ordningen papegojfåglar.

## Utbredning och systematik
Den förekommer enbart på Seychellerna, på öarna Praslin och Curieuse. Tidigare betraktades den som en underart till mindre vasapapegoja (M. niger). 

### Släktestillhörighet
Vasapapegojorna placerades tidigare ofta efter DNA-studier i släktet Mascarinus tillsammans med den utdöda réunionpapegojan. Senare DNA-studier visar dock att réunionpapegojan troligen snarare är en Psittacula-parakit.

## Status
IUCN kategoriserar arten som sårbar.

## I kulturen
Seychellvasapapegoja är Seychellernas nationalfågel.